# ضرطة الدماغ
ضرطة الدماغ (brain fart) (ربما تُشتق على سبيل المزاح من «احتشاء الدماغ») هي عبارة عامية لنوع معين من نشاط الدماغ الشاذ مما يؤدي إلى الخطأ البشري أثناء إجراء أي مهمة متكررة؛ أو تشير بصورة أعم إلى درجة من التراخي العقلي أو أي تغافل مرتبط بمهمة معينة، مثل نسيان كيفية الإمساك بالشوكة. يعتبر توم إيكلي (Tom Eichele)، عالم الأعصاب بجامعة برجن في النرويج، جزءًا من الفريق الدولي للباحثين الذين يحددون النشاط المكتشف في فحوصات الدماغ حتى (30) ثلاثين ثانية قبل وقوع الخطأ، والذي يُشار إليه بضرطة الدماغ التي تحدث. حيث يشك الباحثون في أن يكون السلوك الشاذ ناتجًا عن محاولة الدماغ لتوفير الجهد المبذول في أداء أي مهمة من خلال دخوله في حالة أكثر راحة. وقد نشر العلماء النتائج التي توصلوا إليها بالتفصيل يوم 21 من أبريل 2008م في مجلة وقائع الأكاديمية الوطنية للعلوم (Proceedings of the National Academy of Sciences) على الإنترنت. ومن الممكن أن يكون المصطلح العلمي الذي أطلق على هذه الظاهرة هو تغير نشاط الدماغ غير المتأقلم.”
عادة ما كان هذا المصطلح يستخدم في الولايات المتحدة؛ للإشارة إلى الفكرة الهزيلة والمؤسفة والخالية من اختيار العمل. ووفقًا لما قاله مدافع فيلادلفيا فلايرز (Philadelphia Flyers) دينيس غوتييه (Denis Gauthier)، تحدث ضرطة الدماغ عندما يفقد شخص ما إحساسه المنطقي... ويفعل أشياء «حمقاء». “
وهناك المزيد من التوضيح في التحقيق الصحفي للوي بيرسون Louie Pierson، الذي قدمه عند حديثه عن الحوادث التي يمكن الوقاية منها، إضافة إلى أنه «لا يمكن التنبؤ بضرطة الدماغ ولا يمكن منعها لأنها عالمية» فضلاً عن تطوير النظرية التي تنص على أن الطبيعة الأم قد أضافت الحدث المُبهَم المهيج لضرطة الدماغ مثل دعم الفشل الآمن. “
وربما يتعلق منشأ هذا المصطلح بمصطلح احتشاء الدماغ، غير أن المسببات الأكثر احتمالاً هي المقارنة مباشرة بسلسلة تفاوت الإهمال من دماغ الشخص دون التحقق من الإنتاج العرضي لغازات البطن.

## استخدام آخر
ويمكن استخدام هذا المصطلح أيضًا بأسلوب يفتقر إلى الدقة للإشارة إلى الحالة التي يتحدث بها أي شخص خارج الموضوع.؛ في حين اعترض خُبراء علم المعاني، حيث يفضلون تعريف فقدان توجيه فكر شخص ما.
مثال “Corey Arndt has brain farts regularly, some may say his brain has chronic gas.”

## كتابات أخرى
- Green، Jonathon (2005). Cassell's Dictionary of Slang. London: Weidenfeld & Nicholson. ص. 174. {{استشهاد بكتاب}}: الوسيط غير المعروف |الرقم المعياري= تم تجاهله يقترح استخدام |ردمك= (مساعدة)

## وصلات خارجية
- Urban Dictionary entry